# BLAUW (bier)
BLAUW is een Belgisch pilsbier, type export.
Het bier wordt gebrouwen in Brouwerij Omer Vander Ghinste te Bellegem. Het is een blond bier met een alcoholpercentage van 5,2%. Het type export was in de jaren vijftig heel populair in België. Het hedendaagse type export is sinds enkele jaren terug in opmars.